# 樋口忠正
樋口 忠正（ひぐち ただまさ、1938年2月20日 - ）は、元ラジオ日本アナウンサーであり、現在はフリーアナウンサーである。東京都杉並区出身。早稲田大学商学部卒業。

## 略歴
1961年に当時のラジオ関東に入社。当初はプロ野球中継の担当が中心だった。その翌年には早くもプロ野球中継の実況を担当することになり、「史上最年少のプロ野球実況アナが誕生」ということで話題となる。しかし、自分の声質やテンポはスポーツに向いていないと感じ、わずか3年で自らプロ野球の実況から離れた。その後、競馬人気の高まりと共に1968年頃から競馬関連の番組を手伝うようになり、1970年から『ラジオ日本 土曜・日曜競馬実況中継』の司会進行および実況を担当。入社が1年先輩である林洋右と共に、長年ラジオ日本の競馬中継における看板アナとして活躍した。なお、局アナ時代はこのほかにも駅伝中継・ニュース番組など様々な番組を担当し、特別競輪中継では競馬中継と同様に、定年退職後も司会進行および実況を担当していた。

## 定年退職後
定年退職後もフリーアナウンサーとしてラジオ日本の競馬中継や競輪中継を担当。このほか、『立川競輪ウィークリー』（日曜日の夕方17時台）や内藤博之と週代わりで『競輪トピックス』（日曜日・17時30分から45分まで）のMCといった競輪中継以外の競輪番組も担当していた。局アナ時代を含めると実況歴約40年のベテランアナウンサーである。また、CSではSPEEDチャンネル『春夏秋冬 競輪年譜』においてレースVTRの実況を担当。その一方で、東京アナウンス学院専門学校の講師をはじめとするアナウンス・話し方教室の講師としても活動している。

## 競馬実況引退まで
- 2005年頃から競馬中継でのGIレース実況は後進の局アナが中心となって登板し、GIレース当日は司会進行担当が多かった。それでもメインレースやGIのトライアルレースなどを、親子ほどの年が離れた後輩アナと共に実況していた。
- 65歳を過ぎてから、どの競馬場でも倍率7倍の双眼鏡で事足りていたのが、広い東京競馬場では馬が小さく見えてしまい、実況に不安を覚えた時から引退を意識したという（その対策として、東京競馬場では倍率を7倍から10倍の双眼鏡に変えて実況していた）。また、馬の名前を覚えるのは問題ないが、動き（レース）の中で馬名を言葉にするのがワンポイントずつ遅れてしまい、短距離レースだと4コーナーまでに18頭の馬名が全部言えなくなってしまったため、70歳を区切りに競馬実況から退く事を決めたと、引退後に刊行された『週刊現代』2008年8月9日号でのインタビューで語っている。
- 当初は70歳の誕生日を迎えた後の2007年度末（2008年3月末）を目途に競馬中継から離れるつもりだったが、当時の番組チーフから、この年（2008年）の6月1日に行われる第75回東京優駿（日本ダービー　優勝：ディープスカイ）を実況してほしいとの話があり、これを受けて競馬中継への出演が6月1日放送分まで延長された。くしくもその年は、彼自身が古希を迎えたのに加え、ラジオ日本開局50周年という節目の年でもあった。
- この打診を受けた時、日本ダービーで競馬実況を引退するという花道を作ってもらいありがたかったが、緊張しやすい自分にはプレッシャーだったという旨のコメントを、2009年の競馬ラボ・日本ダービー特集でのインタビューで語っており、日本ダービー初実況の1976年（第43回・優勝：クライムカイザー）から32年、この年の日本ダービーが彼自身にとって最後の競馬実況であり、またその集大成でもあった[1]。
- こうして迎えた日本ダービー当日の東京競馬場・ラジオ日本の放送ブースには、このラスト実況に立ち会うべく沢山の関係者が集結[2]。ファンファーレ直後の第一声は「今日の主役は18頭のサラブレッド。初夏の空の下、馬体が輝いて見えます」だった。スタート直後は1番人気・ディープスカイのスタートを伝え、圧巻だったのは最後の直線から声に力を入れたゴール前で、「交わした交わした! ディープスカイ優勝ー!!」と絶叫し、とても70歳とは思えない迫力のある実況だった。
- ラジオ日本では樋口忠正競馬実況引退記念とラジオ日本開局50周年記念の特別企画として、『樋口忠正 私が選んだ 名馬 名勝負 ベスト10』（限定500枚）を2008年5月下旬から数カ月間、通信のみで販売していた。
- その後、競輪実況については2010年3月の日本選手権競輪まで担当。さらにその2年後の2012年11月18日に福島競馬場で行われた「実況マスターズ」にて、第7レースの場内実況を担当した。

## 主な実況歴
- 皐月賞（1976年、1984年、1990年、2002年～2003年）
- 天皇賞 (春)（1985年）
- NHKマイルカップ（2000年、2001年）
- 優駿牝馬（1975年、2002年、2004年～2005年）
- 東京優駿（1976年、1984年、1991年、1993年、1999年、2001年、2003年、2008年）
- スプリンターズステークス（2001年）
- 菊花賞（1976年、1984年）
- 天皇賞 (秋)（2000年〜2002年、2004年、2005年）
- ジャパンカップ（2003年、2006年）
- 有馬記念（1976年、1977年、1979年、1987年、1989年、1992年、1994年、2001年、2002年、2004年）

その他
- 目黒記念（1973年）
- 弥生賞（1973年、1984年）
- 中山記念（1974年）
- 日経賞（1985年）
- セントライト記念（1984年）

## その他
- ラジオ日本のナイター中継といえば『ラジオ日本ジャイアンツナイター』であるが、彼自身は熱狂的な阪神タイガースファンである。
- 彼が選んだ最強馬は、芝でもダートでも距離の長短に関わらず、様々な条件の競走で勝利したタケシバオーである。
- 競馬実況では「わずか2cmのハナ差を見切った」という伝説が残るほどの鋭い観察力を持ち、彼の実況は精密機械に例えられた。
- 一方で、1981年のオールスター競輪決勝戦にて、井上茂徳（優勝）と中野浩一（2着）が並んでゴールし、写真判定の末、微差で井上が制したが、「中野、オールスター3連覇達成!」と言ってしまった[3]。
- 定年退職または60代前半までを境に実況を引退するアナウンサーが多い中で、60代後半を過ぎても競馬・競輪の実況をこなすアナウンサーは大変珍しく、競馬中継で共演していた黒宮千香子が、自身のブログで彼の事を「スーパーアナウンサー」と形容して敬意を表したほどである。ましてや70歳にして日本ダービーの実況を担当したアナウンサーも、長岡一也による『中央競馬ワイド中継』（後の『LIVE&REPORT 中央競馬中継』）や、杉本清による『スポーツうるぐす』での実況録画を除いては例が無い。